# Ashes of Love (film)
Ashes of Love er en amerikansk stumfilm fra 1918 af Ivan Abramson.

## Medvirkende
- James K. Hackett som Arthur Woodridge
- Effie Shannon som Louise Mordyke
- Rubye De Remer som Ethel Woodridge
- Mabel Julienne Scott som Helen Rosedale
- Hugh Thompson som Howard Rosedale